# Louis Eyraud
Louis Eyraud (ur. 18 maja 1922 w Lyonie, zm. 29 września 1993 w Brioude) – francuski polityk i samorządowiec i weterynarz, poseł do Zgromadzenia Narodowego i Parlamentu Europejskiego I i II kadencji.

## Życiorys
Podczas II wojny światowej został zesłany na przymusowe roboty do Niemiec, działał także w ruchu oporu. Wykonywał zawód chirurga weterynaryjnego. Zaangażował się w działalność polityczną w ramach Partii Socjalistycznej, działał w jej młodzieżówce i został członkiem krajowego komitetu ds. rolnictwa. Od 1971 do 1983 pozostawał merem Brioude, a od 1973 do 1985 zasiadał w radzie departamentu Górna Loara.
W latach 1976–1978 zasiadał w Zgromadzeniu Narodowym V kadencji w zastępstwie zmarłego posła. W 1979 kandydował do Parlamentu Europejskiego, mandat uzyskał 15 września 1981 w miejsce Frédérica Jaltona i odnowił po wyborach z 1984. Przystąpił do frakcji socjalistycznej. Należał m.in. do Delegacji ds. stosunków z Australią i Nową Zelandią, był wiceprzewodniczącym Komisji ds. Rolnictwa, Rybołówstwa i Rozwoju Wsi (1984–1989). Później zasiadł w radzie regionu Owernia, pełniąc funkcję jej wiceprzewodniczącego.